# 各務原市蘇原福祉センター
各務原市蘇原福祉センター（かかみがはらしそはらふくしセンター）は、岐阜県各務原市にある各務原市が運営する公共施設。

## 概要
市民の福祉増進、文化生活の普及及びコミュニティ活動の促進を図ることを目的とする施設であり、各務原市内にある福祉センターの一つである。一般財団法人各務原市施設振興公社が指定管理者である。
1978年（昭和53年）12月26日に竣工。1979年（昭和54年）1月4日開館。

## 施設
- 集会室
- 会議室
- 学習室
- 保育室
- 休養室（和室）

## 利用案内
- 住所：岐阜県各務原市蘇原吉新町2丁目16
- 利用時間：9:00 - 21:00
- 休館日：年末年始（12月29日 - 1月3日）

## 周辺施設
- 各務原市立蘇原中学校
- 進禄寺
- 吉新公園